# آشپزی کویتی

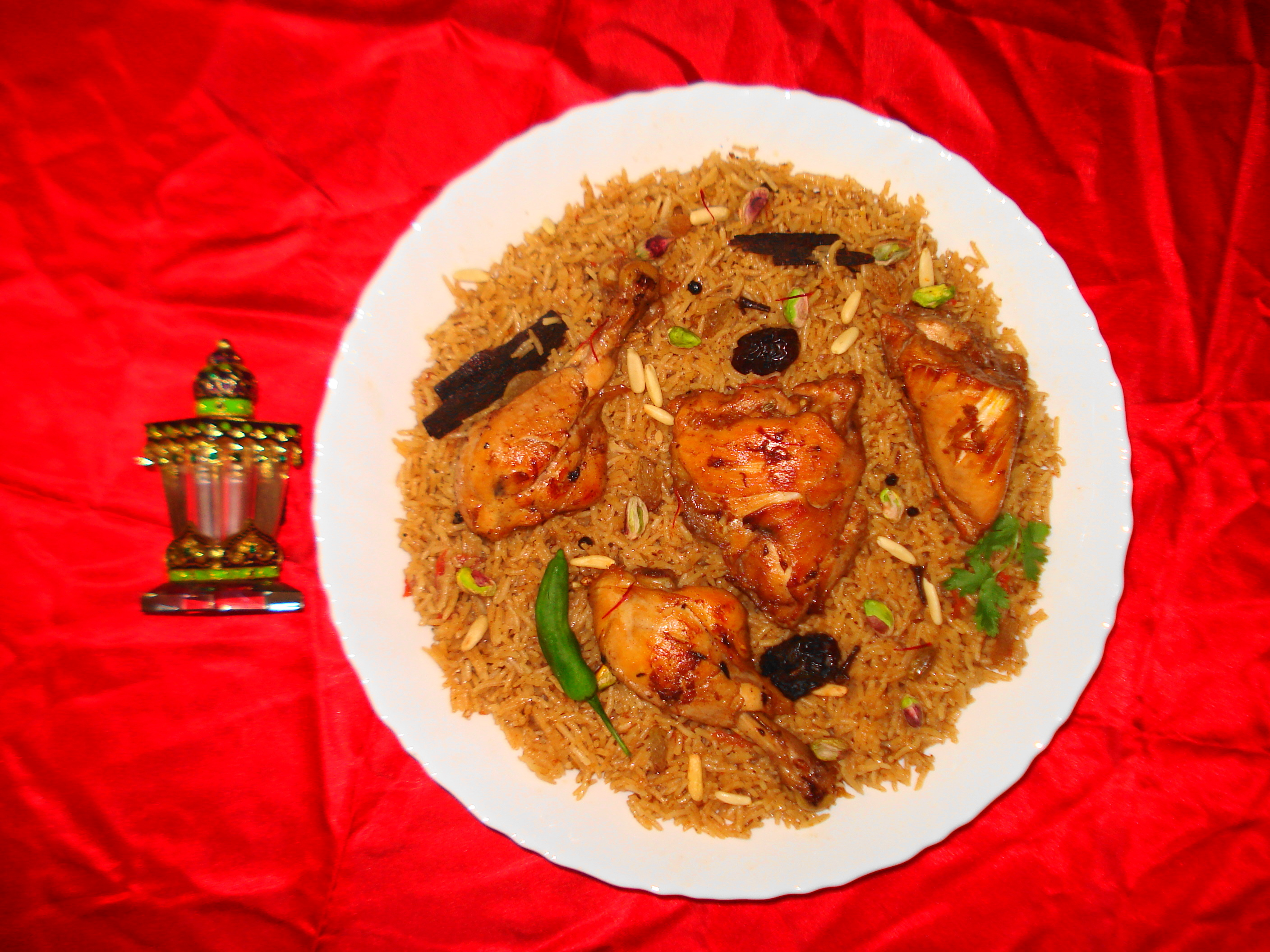
مکبوس

آشپزی کویتی ترکیبی از آشپزی عربی، آشپزی ایرانی، آشپزی هندی و آشپزی مدیترانه‌ای است. آشپزی کویتی بخشی از آشپزی شرقی عربی است. یکی از غذاهای برجسته در آشپزی کویتی مچبوس است، یک غذای برنجی که معمولاً با برنج باسماتی و ادویه‌هاو مرغ یا گوشت گوسفند تهیه می‌شود.
غذاهای دریایی بخش مهمی از رژیم غذایی کویتی هستند، به ویژه ماهی. سماق مطبق یک غذای ملی در کویت است. سایر غذاهای محلی محبوب شامل حمور (گروپر)، که معمولاً به صورت کبابی، سرخ‌کرده یا با برنج بریانی سرو می‌شود به دلیل بافت و طعمش؛ صافی (خرگوش‌ماهی); مید (ماهی کفال)؛ و صبیتی (ماهی سیم دریایی) هستند.
نان تخت سنتی کویت خبز نام دارد. این نان بزرگ در یک فر خاص پخته می‌شود و معمولاً با دانه‌های کنجد تزئین می‌شود. نان معمولاً با سس ماهی ماهیوا سرو می‌شود.

## ظروف

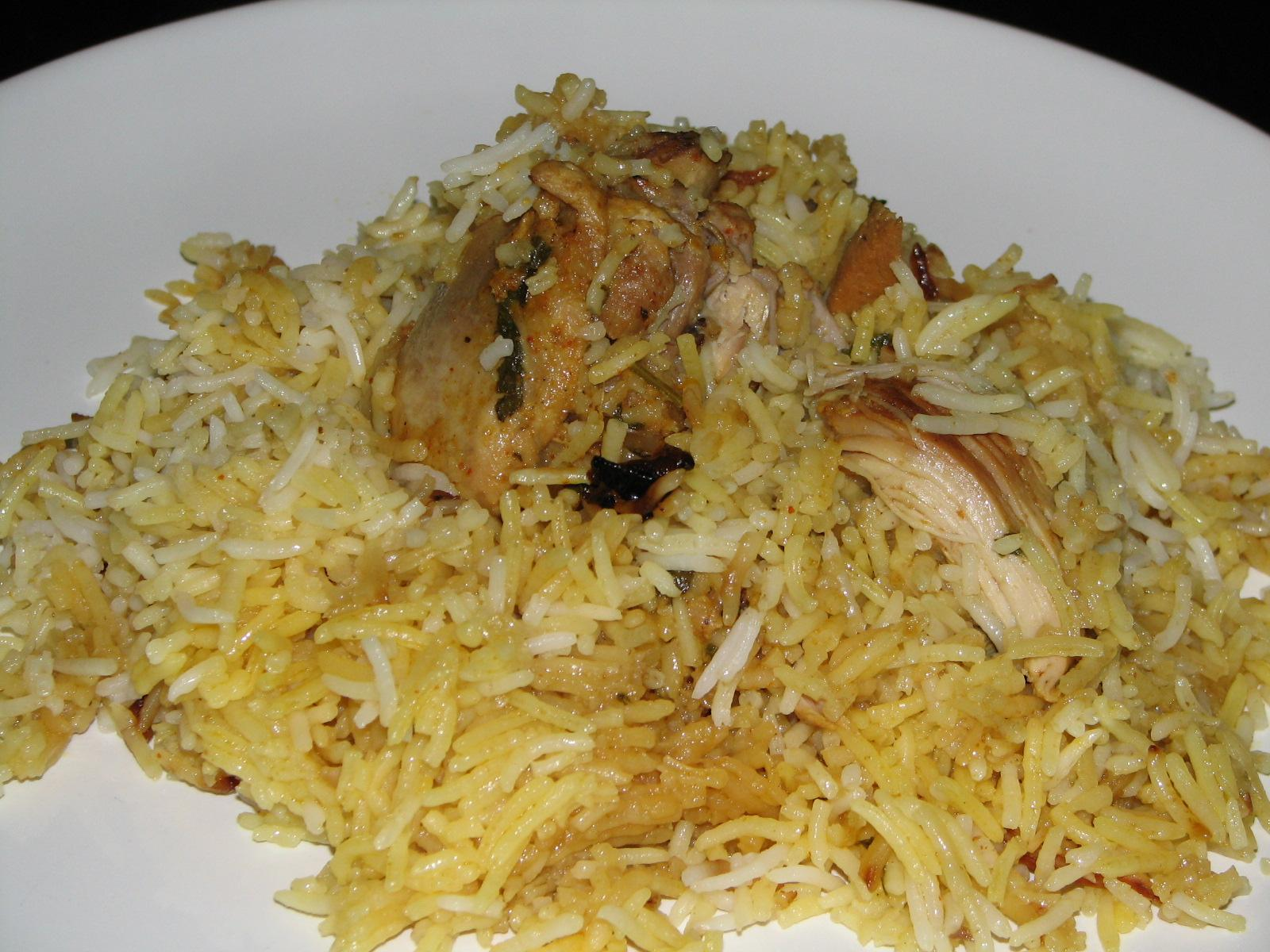
بریانی با مرغ

- بریانی (عربی: بریانی‎) – یک غذای بسیار رایج که از برنج طعم‌دار شده با مرغ یا بره پخته شده تشکیل شده است. اصالتاً منشأ آن از شبه قاره هند است.[۴]
- قبوط (عربی: قبوط‎) – کوفته‌های آردی پر شده در خورش گوشت غلیظ.
- حارث (عربی: هریس‎) – گندمی که با گوشت پخته و سپس له می‌شود و معمولاً روی آن شکر دارچینی می‌ریزند.
- جریش (یریش) (عربی: جریش‎) - مخلوطی از گوشت پخته شده اسپلت با مرغ یا بره، گوجه فرنگی و مقداری ادویه.
- مکبوس (عربی: مجبوس‎) – غذایی که با گوشت گوسفند، مرغ یا ماهی همراه با برنج معطری که در آب مرغ/گوسفند با ادویه فراوان پخته شده است، تهیه می‌شود.[۵]
- مشخول (عربی: مشخول‎) – برنج سفید و در ته‌دیگ، حلقه‌های پیاز به همراه زردچوبه و فلفل سیاه قرار دارد. و گاهی سیب‌زمینی و بادمجان نیز در ته‌دیگ اضافه می‌شوند.
- مشوی جدر (عربی: مشوی جدر‎) – برنج سفید با گوشت گاو یا مرغ، پیاز، سیب‌زمینی و ادویه‌ها، همه در ته قابلمه جای گرفته و پس از پخت دیگ وارونه در بشقاب می‌شود.
- میدم (به عربی: میدم) – برنج سفید و روی آن ماهی چرخ‌کرده مخلوط با ادویه ریخته می‌شود.
- مرابیان (عربی: مربین‎) – برنجی که با میگوی تازه یا خشک پخته می‌شود.
- مغلوبه (عربی: مقلوبة‎) – برنج پخته شده با گوشت و سیب زمینی و بادمجان.
- مرگوگ (عربی: مرقوق‎) – خورش سبزیجات، معمولاً حاوی کدو و بادمجان، که با تکه‌های نازک خمیر پهن شده پخته می‌شود.
- مموش (عربی: مموش‎) – برنجی که با عدس سبز پخته شده و می‌توان روی آن را با میگوی خشک تزئین کرد.
- مُعَدَّس (عربی: معدس‎) – برنجی که با عدس قرمز پخته می‌شود و می‌توان روی آن را با میگوی خشک تزئین کرد.
- سماق مطبق (عربی: مطبق سمک‎) – ماهی که روی برنج سرو می‌شود. برنج در آب ماهیِ ادویه‌دارِ خوب پخته می‌شود.
- قوزی (عربی: قوزی‎) – بره کبابی که با برنج، گوشت، تخم مرغ و سایر مواد پر شده است.

## سس‌ها و سوپ‌ها
- دقوس (عربی: دقوس‎) – نوعی سس گوجه فرنگی که در کنار برنج سرو می‌شود
- مبوج (عربی: معبوج‎) – این سس تند، فلفل قرمز یا سبز مخلوط با سایر مواد است.
- مهیاوا (عربی: مهیاوة‎) – یک سس ماهی ترش و شیرین.
- مراغ (عربی: مرق‎) – نوعی آبگوشت با رب گوجه فرنگی و انواع سبزیجات و ادویه جات است.
- سوپ عدس

## دسرها
- اسیدا (عربی: عصیدة‎) – غذایی که از آرد گندم پخته شده به همراه کره یا عسل تهیه می‌شود.
- بلالیت (عربی: بلالیط‎) – رشته فرنگی زعفرانی شیرین که با یک املت خوش طعم روی آن سرو می‌شود.
- بایت الگیتا (عربی: بیض القطا‎) – یک کوکی سرخ‌شده که با مخلوطی از آجیل آسیاب‌شده پر شده و در پودر قند غلتانده می‌شود. به دلیل شکل مشابه، نام آن از تخم باقرقره تاجدار (که در این منطقه رایج است) گرفته شده است.
- دارابیل (عربی: درابیل‎) – از آرد، تخم مرغ، شیر و شکر تهیه می‌شود و به صورت لایه‌های بسیار نازک رول شده در می‌آید. گاهی شکر، هل یا دارچین اضافه می‌شود.
- لوغیمات (عربی: لقیمات‎) – کوفته‌های سرخ‌شده با مخمر که با شربت شکر (شکر، زعفران) پوشانده شده‌اند.
- قرص عقیلی (عربی: قرص عقیلی‎) – یک کیک سنتی که با تخم مرغ، آرد، شکر، هل و زعفران تهیه می‌شود. به‌طور سنتی با چای سرو می‌شود.
- زالبیه (عربی: زلابیة‎) – خمیر سرخ شده که در شربت (شکر، آبلیمو و زعفران) خیسانده شده است، شکل مارپیچی خاصی دارد.
- غریبا - کلوچه‌های ظریفی که از آرد، کره، پودر قند و هل درست می‌شوند. معمولاً با قهوه عربی سرو می‌شود.
- خبیسه - غذای شیرین تهیه شده از آرد و روغن.
- سب القافشا (به عربی کویتی: صب القفشة) - شبیه به لوقایمت اما با شربت زعفران و هل اضافی.
- البا (عربی: ألبة‎) – پودینگ شیر کویتی با زعفران و هل.
- ماغوتا (به عربی کویتی: ماغوطة)- نوعی پودینگ است که به جای نشاسته، پودر پوسته نارگیل و ساگو دارد و با زعفران درست می‌شود.[۶][۷]

## نوشیدنی‌ها
- لبان (عربی: لبن‎) (دوغ)
- شربت بیتهان
- چای سیاه که در فنجان‌های ظریفی به نام ایستیکانا سرو می‌شود
- قهوه عربی
- چای کویتی
- چای لیمو خشک
- چای کرک
- انواع مختلف چای عربی

## کتابشناسی
- الحمد، سارا، ۲۰۱۵، هل و لیمو: طعم‌های خلیج فارس  ، انتشارات فاکس چپل،شابک ‎۹۷۸-۱-۵۰۴۸-۰۰۲۴-۲
- دی‌پیاتزا، فرانچسکا دیویس، ۲۰۰۶ کویت در تصاویر ، انتشارات قرن بیست و یکم، ص. ۵۶–۵۷،شابک ‎۰-۸۲۲۵-۶۵۸۹-۷
- ریولو، ایمی، ۲۰۰۷، لذت‌های عربی: دستور پخت‌ها و ایده‌های پذیرایی شاهانه از شبه‌جزیره عربستان ، انتشارات کپیتال بوکز، ص. ۲۳–۲۴،شابک ‎۱-۹۳۳۱۰۲-۵۵-۱

## برای مطالعهٔ بیشتر
- اوشی، ماریا، ۱۹۹۹، کویت، مارشال کاوندیش، ص. ۱۱۴–۱۲۱،شابک ‎۰-۷۶۱۴-۰۸۷۱-۱